# Pakoštane
Pakoštane su općina u Hrvatskoj.

## Zemljopis
Pakoštane su malo dalmatinsko mjesto smješteno u samom središtu jadranske obale i jedinstvenom položaju između mora i Vranskog jezera. Četiri nacionalna parka (Kornati, Krka, Paklenica i Plitvička jezera) i dva parka prirode (Telašćica i Vransko jezero) jedinstvene ljepote okružuju Pakoštane.

## Pakoški akvatorij
U akvatoriju Općine Pakoštane – pred obalom Pakoštana, nalazi se 5 otoka i/li otočića iz kategorije MPNNOo. Najveći je V. Školj. On u paru sa Sv. Justinom i Babuljašem značajno zaštićuje obalni prostor Pakoštana od mora iz sektora jugoistok-jugozapad.
| Naziv        | vrsta površina | površina[m²] | opseg[m] |
| ------------ | -------------- | ------------ | -------- |
| Sv. Justina  | mali otočić    | 12.253       | 442      |
| Veli Školj   | otočić         | 54.900       | 877      |
| Žavinac Veli | mali otočić    | 27.721       | 657      |
| Žavinac Mali | mali otočić    | 11.544       | 390      |
| Babuljaš     | hrid           | 7853         | 326      |

U akvatoriju Općine Pakoštane – u dijelu uokolo otoka Vrgade nalazi se 13 otoka i/li otočića iz kategorije MPNNOo, i uz to još 3 manje nadmorske tvorbe (hridi različita oblika i veličine): Kamičić (1200 m²), Kamičić /od Kozine/ (963 m²), Lončarić (562 m²). U ovom malom i gustom otočju svojom veličinom i razvedenošću obale ističe se Murvenjak.

#### Uokolo otoka Vrgade
| Naziv               | Površina [km2] | Opseg [m] |
| ------------------- | -------------- | --------- |
| Artina              | 32.540         | 797       |
| Gira                | 56.259         | 895       |
| Kozina              | 62.744         | 1040      |
| Murvenjak           | 609.582        | 4709      |
| Oblik               | 73.900         | 1015      |
| Obrovanj            | 40.002         | 751       |
| Obun                | 170.717        | 1658      |
| Šipnata             | 84.880         | 1143      |
| Veli Školjić        | 29.826         | 675       |
| Mali Školjić        | 12.457         | 424       |
| Visovac             | 17.376         | 478       |
| Vrtlić              | 6945           | 307       |
| Rakita              | 4001           | 232       |
| Kamičić             | 1200           |           |
| Kamičić /od Kozine/ | 963            |           |
| Lončarić            | 562            |           |

## Stanovništvo
Pakoštane su imali 1527. godine, zajedno sa Zablaćem, sjevernim naseljem 164 duše. Godine 1754. broje oko 400 stanovnika (Bianchi). Godine 1856. naraslo je na 516 stanovnika. (Šematizam). Godine 1879. – 641 st. Godine 1905. Pakoštane imaju 150 obitelji i 430 st. (Status personalis. Šibenik 1928. str. 147.). Godine 1937., prema Draganovićevu Šematizam, (Sarajevo 1937). Pakoštane imaju 1929 prisutnih i 129 odsutnih stanovnika. Godine 1974. god. broje 1923 stanovnika i 263 odsutnih (Šematizam).
Do polovici 20. st. zbog blizine Vranskog jezera u Pakoštanima je harala malarija koja je u posljednje vrijeme gotovo iščezla. Po popisu 1991. Pakoštane je imalo 2155 stanovnika. Na početku 21. st. Pakoštane su imale 2730 stanovnika.
| broj stanovnika | 1243  | 1337  | 1367  | 1518  | 1824  | 2271  | 2501  | 2630  | 3327  | 3483  | 3890  | 3944  | 3983  | 4398  | 3884  | 4123  | 4100  |
|                 | 1857. | 1869. | 1880. | 1890. | 1900. | 1910. | 1921. | 1931. | 1948. | 1953. | 1961. | 1971. | 1981. | 1991. | 2001. | 2011. | 2021. |

| broj stanovnika | 498   | 634   | 558   | 697   | 858   | 1010  | 1418  | 1107  | 1392  | 1433  | 1639  | 1665  | 1722  | 2155  | 2113  | 2191  | 2180  |
|                 | 1857. | 1869. | 1880. | 1890. | 1900. | 1910. | 1921. | 1931. | 1948. | 1953. | 1961. | 1971. | 1981. | 1991. | 2001. | 2011. | 2021. |

## Povijest
Povijesni izvori spominju mjesto već u prvom desetljeću 15. st. Za vrijeme hrvatsko-ugarskih kraljeva mjesto se zvalo Pakosene. God. 1500. isprave ga pišu Pachoschiane, Pacoschane, a otočani ga zovu Pakošćane (čakavski izgovor).
U rimsko doba na mjestu današnjih Pakoštana nalazila se luka Rimskog grada Asseriae (Podgrađe). I dan danas se vide ostaci antičkog naselja i vila bogatih patricija. Ispod mjesnog groblja uz more otkopani su dijelovi rimske ville rusticae, a ispod luke ostaci rimskog lukobrana. Za vrijeme mletačke vlasti Pakoštane su bile feud zadarske obitelji Karnarutića. Dok su oni bili vlasnici mjesta i njegovih zemalja, selo je fortificirano, utvrđeno 1597., kao i ostala mjesta od Bibinja do Biograda.
Pakoštane su često stradale za provala i haračenja turskih porobljivača. Tako su već 1500. god. Turci u Vrani i okolici zarobili i odveli tri tisuće ljudi i nekoliko tisuća grla stoke. U Pakoštanima ostaje svega desetak obitelji, bez crkve i župnika. Mjesto postaje donekle utvrđeno obrambenim zidovima i radi otpora Turcima, sposobni za borbu, ostajali su u mjestu 'iza zidina. Uskoro provališe s pet stotina konjanika pa stanovnici preseliše na otoke. God. 1603. Vizitator Priuli ne nalazi u Pakoštanima ni crkve ni župnika, već samo deset obitelji. U 16. st. selo je doneklo utvrđeno obrambenim zidom. I radi otpora Turcima sposobni za borbu ostajali su u mjestu, «iza zidina». Tako za Kandijskog rata (1645. – 1669.) između Turaka i Mlečana istakli su se i pakoštanki junaci, Bare Bačkov, kojemu je god 13. ožujka i Šime Bakija kojemu u župnom Godaru fra Andrija Kačić Miošić pjeva:
"Ponosi se selo Pakošćane jer porodi zmaja od dvi glave. Bakija se kućom zovijaše, kruto turske glave odsicaše. Nebi nigdi boja ni mejdana brez Bakije, silnoga junaka; to svidoče duždeve dukale, svitla krila o zlata kolajne."
Danas se mogu vidjeti ostaci antičkog naselja i vile bogatih patricija, a u moru ostaci rimskog lukobrana. U sastavu općine Pakoštane nalaze se i još neka mjesta od velikog povijesnog značaja, kao što je otok Vrgada kojeg u svojim dijelima opisuje i spominje već i bizantski car Konstantin Porfirogenet. Također važno je i spomenuti mjesto Vrana koje je odigralo ključnu ulogu u hrvatskoj povijesti. Tu se naime nalazila i utvrda i samostan (Benediktinski samostan u Vrani) vitezova Templara tj. stari grad Vrana (10. – 16. st.), a također se u Vrani nalazio i Vranski prior koji je igrao veliku ulogu u Hrvatskom i Hrvatsko-Ugarskom kraljevstvu. Moramo još spomenuti i turski Han kao jedno od očuvanijih turskih logora.
Vranski bazen je od najranijih vremena prepoznat kao dragocjeni mediteranski lokalitet koji je svojim gospodarskim značenjem i ljepotom te izobiljem pitke vode oduvijek privlačio pozornost veleposjednika i njihovu želju da se tamo nastane. Arheološki ostaci na lokalitetu 'Crkvine', izvoru Pećina, te na drugim mjestima rubnog područja vranskog blata govore o nekoliko rimskih poljoprivrednih imanja 'Vile rustice'. Fragmenti rimskih natpisa ugrađeni u Maškovića Han i drugi pronađeni na trasi rimskog akvadukta potvrđuju veliku gospodarsku aktivnost Carstva na ovom području.

## Gospodarstvo
Većina stanovništa uglavnom živi od ljetnog turizma te poljoprivrede. Dosta ih se bavi uzgojom životinja: ovaca, magaraca, no stočarstvo se pomalo gubi.

## Poznate osobe
- Ante Gotovina, hrvatski general
- Lucijan Vranjanin, svjetski poznati i priznati arhitekt autor mnogih palača po renesansnoj Italiji, među poznatija dijela ubrajaju se palače u Urbinu, Pescari i Mantovi
- Franjo Vranjanin, svjetski poznati kipar, njegova dijela nalaze se u Louvreu, među poznatim djelima talijanskih renesansnih umjetnika
- Jusuf Mašković, vrhovni admiral turske flote u doba Kandijskog rata.
- Maksimilijan Baće - Milić, sudionik Španjolskog građanskog rata i NOB-a, veleposlanik SFRJ u Švedskoj i narodni heroj. Učesnik Hrvatskog proljeća.

## Spomenici i znamenitosti
- Crkva sv. Justina, nalazi se na istoimenom otočiću ispred samog mjesta, na otočiću je i staro groblje. Sagrađena je u 17. st. na temeljima starije crkve.
- Crkva sv. Mihovila, stara župna crkva sagrađena je 1694. godine, imala je četiri oltara, veliki je bio drven. Posvetio ju je nadbiskup Vicko Zmajević 12. svibnja 1715. godine. Tom je zgodom postavljena na pročelju crkve spomen-ploča koja prigodnim natpisom na hrvatskom jeziku obilježava taj radosni događaj. Oko crkve je bilo groblje.
- Crkva Uzaščašća Gospodinovog, sadašnja župna crkva, velika, lijepa, trobrodna crkva sagrađena 1906. godine po nacrtu arhitekta Ćirila Ivekovića. Kako je sagrađena na prostoru stare mjesne crkve, uz novih šest oltara, ugrađeni su i neki dijelovi stare crkve. Glavni oltar sadrži prekrasnu palu Uzašašča i svetohranilište. Gornji dio oltara je pozlaćen i jedini je ostatak stare župne crkve. Mramorni pokrajni oltari nose imena: Gospe od Ružarija s kipom, Sv. Ante Padovanskog s kipom te Sv. Roka s kipom. Također sadrži kameni oltar prema puku, kameni ambon, krstionicu, dvije škropionice i sakristiju. Godine 1912. posvećuje je nadbiskup Vinko Pulišić. Crkva se nalazi u središnjem dijelu Pakoštana, na prostoru stare župne crkve, uz sv. Juštinu najprepoznatljiviji simbol Pakoštana.
- Crkva sv. Roka, sagrađena u 18.st u blizini župr. Kr. Početkom 20. st. preuređena je u gostionicu.[5]

## Obrazovanje
U mjestu za područje cijele općine djeluje Osnovna škola Pakoštane. (  Arhivirana inačica izvorne stranice od 26. rujna 2006. (Wayback Machine)
Kronološka povijest škole
- Na temelju oskudnih podataka iz Župnog ureda škola je radila školske godine 1885./51. godine.  Službeni izvještaji pisani su na talijanskom   jeziku. I imena učenika s talijanizirana. Prema spisima škola je: Scuola Elementare Ansigliare.

Školu vodi mjesni župnik. Upisano je 9 učenika u 1.razred: Feliche Bachio (Bakija), Giovanni B. (Bačkov), Giovanni Curtovich (Kurtović), Gusepe C. (Kurtović), Francesko Mindina, Simeone Dukin, Borgio Juricin (Juričin), Mako Kazio (Kazija), Antonio Soricho (Šarić).
- 1868./69. godine otvorena je (obvezna) redovita muška škola.
- 1870./71. godine prema podacima učitelj je Andrija Pelicarić, škola radi u kući Mate Bačkova, a u pomoćnoj školi Vrgada upisano je 22 učenika, a učitelj don Šime Torić.
- Zakonom od 12. 12. 1867. godine škola radi na materinskom jeziku te se talijanski jezik gubi iz službenih spisa.
- 1873./74. školu vodi učitelj Ante Pavličević, upisano je 58 učenika. Učitelj poziva roditelje da šalju i žensku djecu na "školsku pouku".
- 1879. godine školi je upućena naredba da se vodi točna zabilješka o pohađanju nastave, a za neredovito pohađanje nastave plaćat će se globa. Mjesno školsko vijeće sastaje se i rješava probleme škole. U ovoj šk.godini donesene su i nastavne osnove. Uči se: pismočitanje, račun, zorna obuka, pouka o vjeri.
- 1881. godine učitelj je Zoko Lovrović. Školu dnevno pohađa 35 - 40 učenika.
- 1885. učitelj Kirigin dobiva ukor zbog "slabog" uspjeha u školi, a svi njegovi učenici "opetuju" godinu u kojoj su se nalazili.
- 1886. godine općenito školsko vijeće traži da netko od mještana da vrt za zornu obuku. Učenici dobivaju znanje iz pravopisa, vjeronauka, jezika i računice.
- 1890. godine učitelj je Ivan Paštrović.
- 1897. godine zbog povećanja broja učenika škola radi i u prostorijama kuće Frane Vučkova.

- 1955./56. godinu uvodi se osmogodišnje školovanje (osmogodišnja škola).[7]

## Kultura
Pakoške mažoretkinje osnovane su 1996. godine, a proizašle su iz folklora. Danas su najstarije mažoretkinje na tom području, ali i najpoznatije zahvaljujući visokim i zavidnim rezultatima koje su postizale na brojnim županijskim, regionalnim, državnim i europskim natjecanjima. Pakoške mažoretkinje prepoznatljive su po svojim odorama u mornarskom stilu s kojima ponosno predstavljaju svoje mjesto. To su jedine mažoretkinje u Europi koje imaju zlatne štapove. Danas djeluju u četiri kategorije: dječji sastav, kadetkinje, juniorke i seniorke, a svaka kategorija ima dvadesetak djevojaka. Od njhovog osnutka 1996. godine vodi ih Željka Maksan s trenerica i koreografkinjom prof. Silva Bakija. Također u sklopu mjesne crkve djeluje i poznati dječji zbor Zlatna harfa.
Muška klapa Pakoštane djeluje od 14. veljače 2006. godine kao samostalna Udruga građana. U periodu od dvije godine iza sebe ima brojne nastupe od kojih je najzapaženiji onaj na Splitskom festivalu gdje su nastupili s Duškom Lokinim i Emili. Klapa djeluje pod voditeljskom palicom Jurice Šoše. Članovi Klape Pakoštane su : Kristijan Rašin - 1. tenor, Nino Maksan, Goran Krpeta - 2. tenori, Ivan Travica, Jurica Šoša - baritoni, Nenad Macuka, Martin Miočić, Vjekoslav Bakija - basovi.
Materine užance, ljetna etno-gastro manifestacija.

## Šport
- NK Pakoštane[9]
- BBK Pakoštane[10]

Regata malih katamarana Pakoštane poznata i kao Pakoška regata koja se održava od 2009. je prva regata malih sportskih katamarana u Hrvatskoj. Memorijalni noćni malonogometni turnir "Hrvatski vitez Miro Barešić" održava se od 2005.
Održava se Škojatlon, jedinstvena swim-trek utrka koja prolazi kroz tri otočića i kopnom.

## Vanjske poveznice
- Pakoštane Online

|  | Portal Hrvatske: pristup člancima s tematikom o Hrvatskoj |